# Чебаркул
Чебаркул (на руски: Чебаркуль) е град в Русия, административен център на Чебаркулски район, Челябинска област. Населението му към 1 януари 2018 година е 40 378 души.